# La Cartagenera
Concepción Peñaranda, más conocida como Concha la Cartagenera, (La Unión, 1850-?), fue una cantaora flamenca española, figura legendaria de los Cantes de las minas. Fue uno de los firmes puntales del cante cartagenero y la primera cantaora que haciéndolos alcanzó fama y prestigio en toda la Andalucía de finales del siglo xix. Lo poco que se sabe de ella procede en su mayor parte de fuentes orales y ha sufrido, como casi toda la información que tiene su origen en la transmisión oral, el enriquecimiento mítico que la imaginación de los transmisores ha ido fabulando con el paso del tiempo. Una copla, principalmente, ha desatado todo tipo de fantasías. Esta es su letra:

Conchita la Peñaranda,
la que canta en el café,
ha perdido la vergüenza
siendo tan mujer de bien.

## Biografía
Su juventud transcurrió como la de una de tantas muchachas de su época. Fue modista y le gustaba cantar desde bien pequeña, pero dudó mucho antes de hacerlo en público. Sin embargo, cuando un día se subió, envuelta en un mantón de Manila, al tablao de un café de cante, arrebató al público. Después se enamoró, entregada en cuerpo y alma, a un hombre que la abandonó, desdicha que cantó en una copla:

Acaba, penita, acaba,
acaba ya de una vez,
que con el morir se acaba
la pena y el padecer.

Marchó de La Unión y difundió sus coplas por los cafés cantantes de toda Andalucía. En Sevilla conquistó a los buenos aficionados al cante. Fernando el de Triana ha dejado una fiel reseña de aquellos días:

Allá por el 1884 se presentó en el primitivo café del Burrero una cantaora apodada La Cartagenera, que triunfó a toda ley cuando costaba mucho trabajo triunfar: y más con un cante que no parecía andaluz, pero que a pesar de eso, tenía algo que hacía sentir, por ejecutarlo con voz clara, limpia y admirablemente administrada, a más de unos estilos compuestos con delicado gusto y fino paladar artístico. ¡Qué cantes cantaba la Peñaranda!

Al salir del arrabal
le eché a mi galgo una liebre;
déjalo, que buena va;
el que la lleva la entiende
y por pies, no se me irá.
No hay para qué decir que la ovación era estruendosa y que se repetía al cantar el segundo cante con la siguiente letra y diferente estilo.
Cómo quieres que en las
olas no haya perlas a millares,
si en la orillita del mar,
te vi llorando una tarde.
—¡Otra!— gritaba el público con verdadero entusiasmo. —¡Otra!— insistían con frenéticos aplausos; y entonces, haciendo un verdadero alarde de facultades, mas con el visto bueno de fiel copista, se arrancaba por aquella afiligranada levantina del clásico estilista el Rojo El Alpargatero y quedaba el triunfo perfectamente redondeado, al bordar la Peñaranda el siguiente cantar:
Lucero de la mañana,
acaba ya de salir,
que te está esperando el alba
en el Puente del Genil.

Huelga decir la tan justa como cariñosa ovación con que el público despedía a la sublime cantadora en cada una de las dos sesiones en que tomaba parte todas las noches; por lo cual, los contratos por meses se prorrogaban hasta convertirse en años consecutivos, cada vez con mayor éxito.
Fernando el de Triana

Concha la Cartagenera, no sólo fue uno de los firmes puntales del cante cartagenero, sino que fue una de las mejores cantaoras de su tiempo. Hacía los cantes de Rojo El Alpargatero, al que probablemente conocería cuando el Alpargatero vivía en Almería; pero dominó muchos otros. Sus peteneras fueron famosas. Una copla lo cuenta así:

Para naranjas Valencia;

para aguardiente, Arganda;

para cantar peteneras

Conchita la Peñaranda.

Tuvo, como todos los grandes cantaores del momento, una malagueña propia. Otra copla la recuerda:

Lo mejor que hay en el cante

de Levante, es Cartagena,

y si en el cante te empeñas,

escucha a la Peñaranda

cantando su malagueña.

Una malagueña en la que se podía apreciar los tonos de su tierra. Se ha cantado siempre con la siguiente letra:

Ni quien se acuerde de mí,

yo no tengo quien me quiera

ni quien se acuerde de mí,

que el que desgraciao nace

para qué quiere vivir.
Enrique Morente Cante flamenco. Hispavox. Madrid (1967).